# Golfo de Moro
O golfo de Moro é um golfo em Mindanao nas Filipinas. É parte do mar de Celebes e está cercado pela península de Zamboanga e pela parte central de Mindanao. A baía de Sibuguey e a Baía Illana são suas importantes divisões. A Cidade de Zamboanga é a cidade portuária mais importante em sua costa. Cotabato, na costa do leste, é um outro porto importante.
O golfo de Moro é também uma área de atividade tectônica significante com várias zonas de falhas na região capazes de produzir terremotos importantes e tsunamis locais destrutivos, tais como o devastador sismo do Golfo de Moro de 1976 que matou mais de 5000 pessoas e deixou mais de 90000 pessoas desabrigadas quando ele atingiu a costa de Mindanao.
Em 23 de julho de 2010 às 22:08h, um terremoto de magnitude de 7,3, com um epicentro no golfo de Moro, atingiu Mindanao. Este foi rapidamente seguido por dois sismos de magnitude 7,6 e 7,4.